# Strajk w Żyrardowie (1883)
Strajk w Żyrardowie – strajk powszechny i starcia z wojskiem rosyjskim, które miały miejsce w Żyrardowie w dniach 23-28 kwietnia 1883. Do czasu wystąpień robotników łódzkich w 1892 był to największy protest robotniczy w Królestwie Polskim. Zamordowani robotnicy żyrardowscy byli pierwszymi polskimi, poległymi w walce ofiarami zaborcy rosyjskiego od czasu powstania styczniowego. Tomasz Nałęcz wysunął tezę, że od czasu tego strajku nastąpiło zespolenie celów walki narodowej i społecznej polskiego proletariatu (żądania społeczne łączono z postulatem usunięcia Niemców z zakładów).

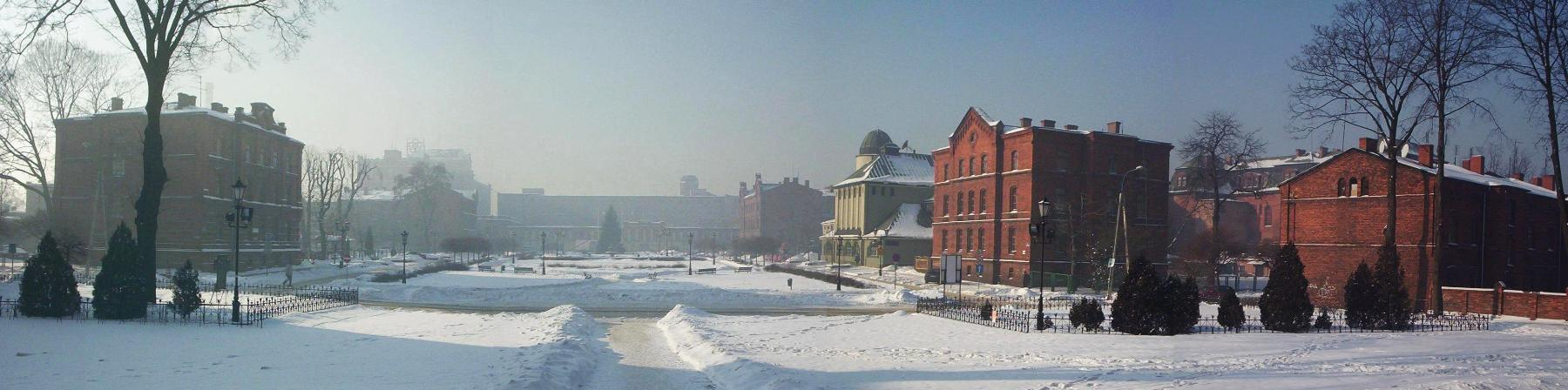
Panorama zakładów żyrardowskich

## Geneza
Żyrardowskie zakłady Hielle i Dittricha uchodziły w Królestwie Polskim za wzór poprawności w stosunkach na linii pracodawca - pracownik. Wprowadzane tu innowacje społeczne (mieszkania pracownicze, szpital, przedszkole, biblioteka) nie były jeszcze wówczas popularne wśród właścicieli fabryk na ziemiach Królestwa. Paradoksalnie, w myśl słów Adama Próchnika, to właśnie ci robotnicy (w odróżnieniu od skrajnych nędzarzy), mieli szczególne predyspozycje do walki o polepszenie swojego bytu i uzyskania środków na rosnące potrzeby rodzin.

## Przebieg

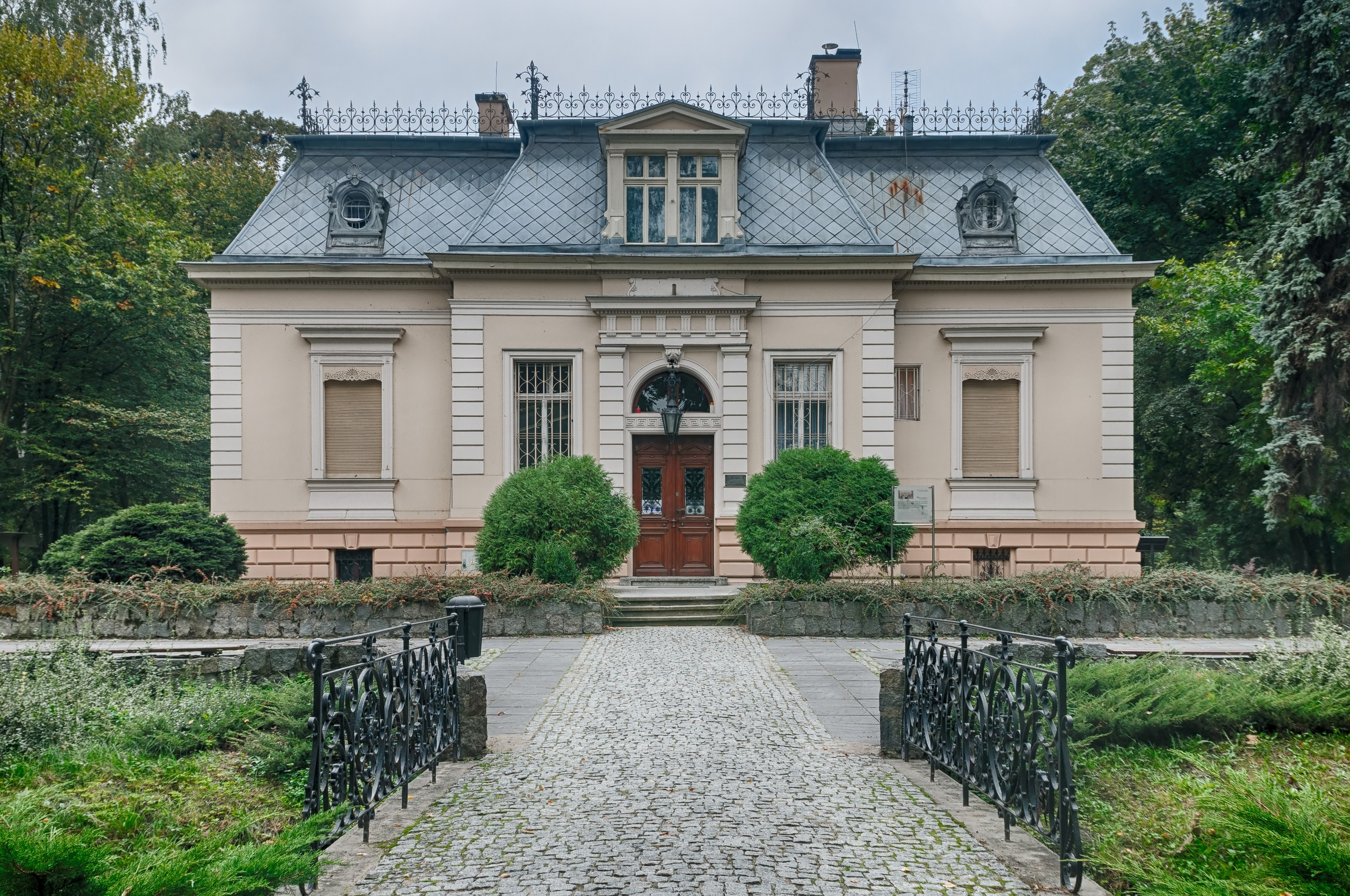
Pałac Dittricha

### 23 kwietnia
W kwietniu 1883 zarząd fabryki Hielle i Dittricha zdecydował się na obniżenie dniówki części robotnic - 70 kobiet, w wyniku czego, w dniu 23 kwietnia, zastrajkowało aż 120 kobiet zatrudnionych w oddziale odpowiadającym za przygotowanie produkcji (tzw. szpulowni). Dittrich był gotów odstąpić od planu obniżek płac, ponieważ paraliż tego działu mógł zaskutkować wstrzymaniem pracy całych zakładów, a zatem rachunek zysków i strat byłby niekorzystny dla posiadaczy. Propozycję ugody przedstawił Dittrich zarządowi, który jednak stanowczo odrzucił propozycje takiego rozwiązania sprawy, obawiając się precedensu i dalszych żądań w tej i innych fabrykach. Do protestujących robotnic wysłano początkowo lubianego przez pracowników lekarza - Aleksandra Jawurka (ojca Jadwigi Jawurkówny), który mimo usilnej agitacji nie przekonał protestujących do powrotu na stanowiska pracy.
W odpowiedzi na taki obrót sprawy właściciele przeszli do gróźb. Wytypowano kilka szpularek i ich ojców lub mężów i zagrożono im wyrzuceniem z pracy i mieszkań służbowych. Groźba ta była poważna i wpłynęła na osłabienie oporu, który jednak szybko podsycili młodzi tkacze, przekonując kobiety do trwania w oporze. Argumentem miała być możliwość sparaliżowania całej produkcji w przypadku strajku szpularek, a tego panicznie obawiał się zarząd.

### 24 kwietnia

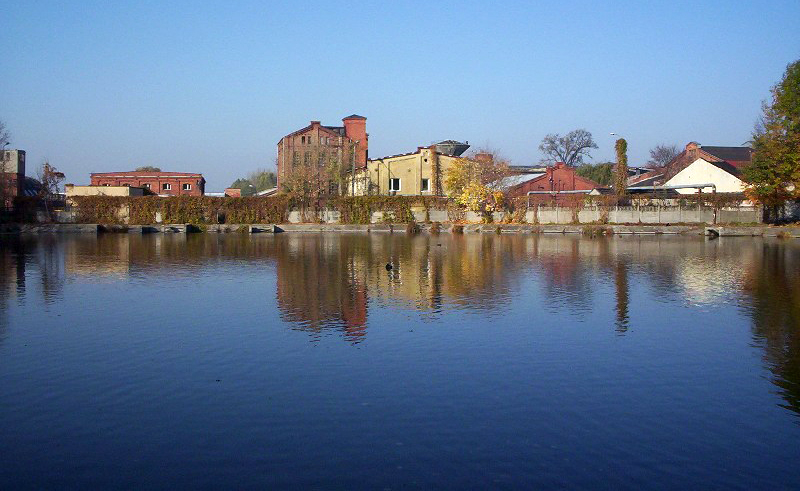
Staw fabryczny, z którego planowano spuścić wodę

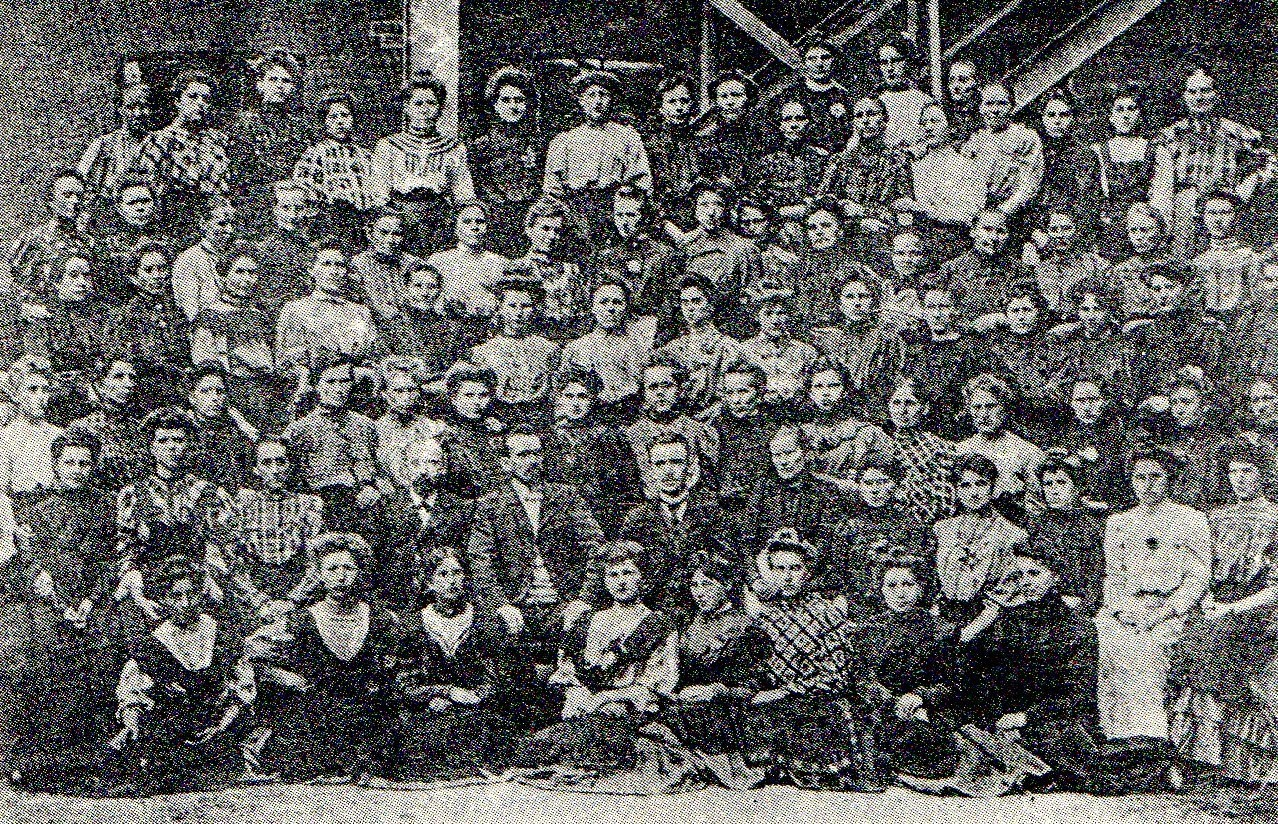
Szpularki i szpularze z zakładów żyrardowskich

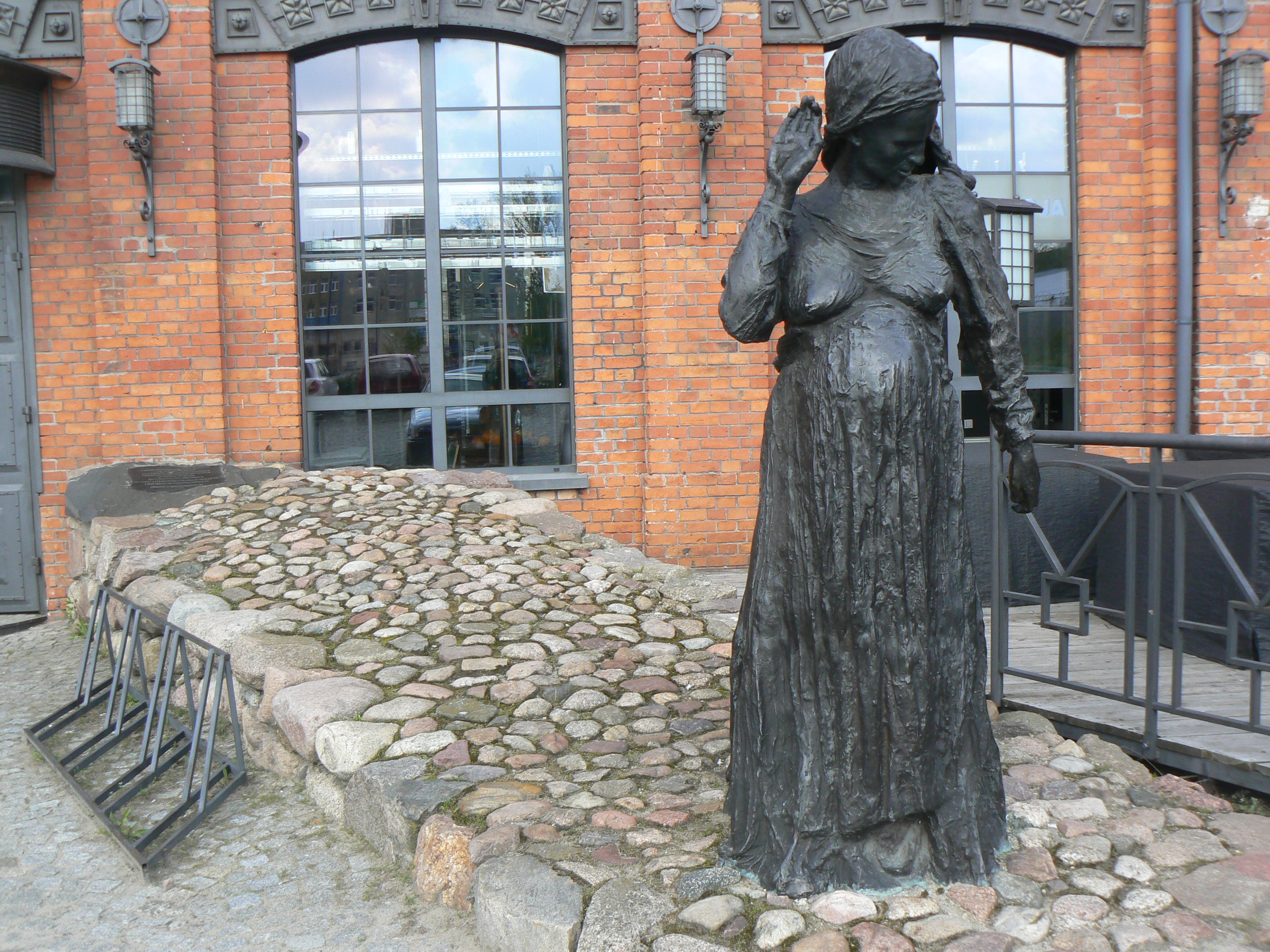
„Pomnik Prządki” dłuta Maksymiliana Biskupskiego, 2006 r.

Sytuacja uległą więc zaognieniu i 24 kwietnia do pracy nie przystąpiło już trzysta osób. Rozwinięciu uległy też żądania strajkujących, którzy domagali się teraz podwyżek, skrócenia czasu pracy, obniżenia czynszów w mieszkaniach służbowych, zlikwidowania kuriozalnego systemu kar fabrycznych oraz wydalenia pracujących w fabryce Niemców. Radykalizacja żądań sprawiła nawet, że robotnicy planowali rozkopać groblę przy stawie fabrycznym i spuścić z niego wodę. Planu nie udało się wcielić w życie z uwagi na wczesny donos. Fabrykanci otoczyli staw strażakami i nieliczną policją. 
Na tym etapie w konflikt wmieszały się władze carskie. Na miejsce przybył komendant policji powiatu błońskiego, ale dysponował on tylko pięcioma policjantami, co było siłą nieadekwatną do jego potrzeb. Poprosił o wybranie spośród robotników delegacji do dalszych rozmów, do czego szybko doszło - deputacja ta składała się z trzech szpularek i trzech tkaczy. Przedstawiła ona raz jeszcze wysunięte wcześniej żądania. Na tym etapie niemożliwy był już powrót do pierwotnych, skromnych postulatów. Robotnicy wyszydzali m.in. ogromne pensje dyrekcji, jak również zwracali uwagę na całkowitą germanizację zarządu zakładów, co było dla nich nie do przyjęcia - Żyrardów był miastem polskim, a w zakładach pracowali głównie Polacy. W powyższej sytuacji komendant policji wysłał telegram do gubernatora warszawskiego Carla von Medema z prośbą o pomoc wojska, które przybyło 25 kwietnia z pobliskiego Mszczonowa w liczbie batalionu. 

### 25 kwietnia
W tym samym dniu policja dokonała pierwszych, dość przypadkowych aresztowań, co nie przyniosło żadnych rezultatów. Tłum otoczył areszt, żądając wypuszczenia więźniów, doszło też do obrzucenia kamieniami wartowników. W odpowiedzi dowodzący ochroną podoficer nakazał oddać dwa strzały w powietrze, co doprowadziło tłum do wściekłości. Odpowiedzią były strzały do robotników oddane po godzinie 20 - na miejscu zginęło dwóch z nich (17 i 19 lat), a trzeci (15 lat) zmarł dnia następnego. Rannych było więcej, jednak leczono ich w domach, obawiając się, że w szpitalu mogą zostać natychmiast aresztowani. Wieść o mordzie rozeszła się szybko, w szczególności oburzały ludzi przypadki ranienia dzieci. Widząc rozwój sytuacji, dowodzący akcją pomocnik gubernatora Martynow, rozkazał uwolnić uwięzionych, zaniechał dalszych rozwiązań siłowych, a nawet udzielił obietnicy, że ukarze podoficera, który wydał rozkaz strzelania. Wszystko to nie zadowoliło protestujących, którzy wyczuwali obłudę tego rodzaju deklaracji.

### 26 kwietnia
26 kwietnia strajk nabrał charakteru powszechnego, a tłumy robotników zakładów żyrardowskich (około 8000 osób) wyległy na ulice. Dochodziło do aktów niszczenia maszyn fabrycznych. Policja i wojsko nie interweniowały. Kierownictwo akcji przejął gubernator Medem, który postanowił nie zaogniać sytuacji do czasu pogrzebu ofiar. 

### 27 i 28 kwietnia

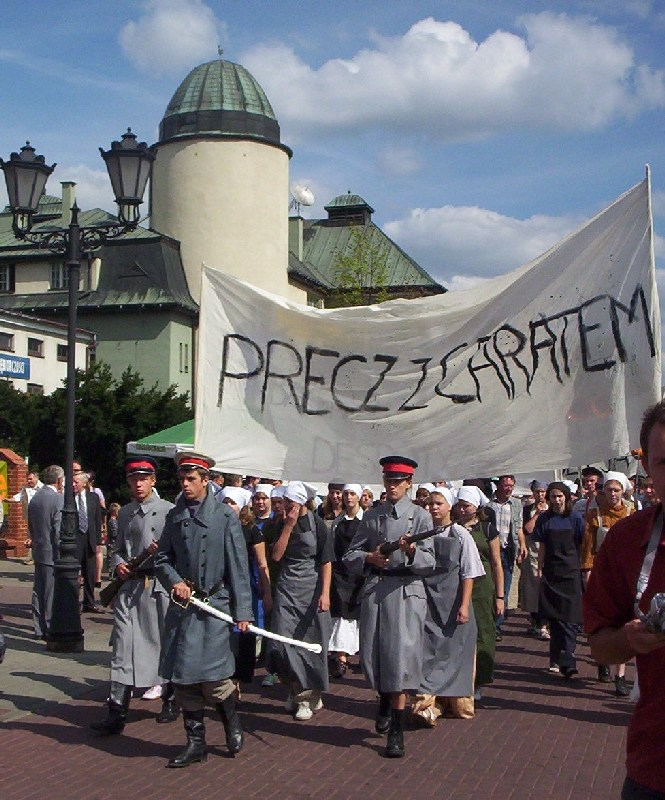
Inscenizacja strajku w 2005

Pogrzeb odbył się 27 kwietnia we wczesnych godzinach rannych. Nie zanotowano podczas niego żadnych incydentów. W kondukcie (kilka tysięcy osób) kroczyła m.in. rodzina Dittricha. Niezwłocznie po pogrzebie rozpoczęła się akcja pacyfikacyjna. Miasto podzielono na niewielkie rejony, które obstawiono patrolami złożonymi z sześciu policjantów i czterech kozaków. Patrole miały zakaz komunikowania się z mieszkańcami. Ochronę zyskały też zakłady, gdyż obawiano się podpaleń i sabotażu. W mieście wprowadzono stan wyjątkowy i rozpoczęto aresztowania najaktywniejszych działaczy strajkowych: w godzinach południowych osiem osób, a w nocy dalszych szesnaście. 29 osób aresztowano oprócz tego za próbę stawiania oporu władzom. Żyrardów ogarnęła fala terroru. Jednocześnie dyrekcja zgłosiła gotowość wypełnienia większości zgłoszonych postulatów. W wyniku tego 28 kwietnia protest zaczął wygasać i stopniowo przystąpiono do pracy. 

## Efekty
Po zdarzeniach z 1883 Żyrardów stał się jednym z największych w Polsce ośrodków ruchu robotniczego. Już w sierpniu 1884 wybuchł tutaj kolejny strajk.

## Inscenizacja
Od 2004 roku odbywa się inscenizacja strajku, początkowo w ramach Europejskich Dni Dziedzictwa, a obecnie podczas Święta Lnu.
Strajk stał się również kanwą dla powieści "Żyrardów" autorstwa Przemysława Lisa-Markiewicza.